# Jardinier maculé
Chlamydera maculata
Espèce
Statut de conservation UICN

 LC  : Préoccupation mineure
Le Jardinier maculé (Chlamydera maculata) est une espèce de passereaux appartenant à la famille des Ptilonorhynchidae.

## Distribution
Le jardinier maculé occupe une aire importante dans le tiers est de l’Australie : centre et sud du Queensland, Nouvelle-Galles du Sud jusqu’au nord de la rivière Murray et l’extrême nord-ouest de la province de Victoria.

## Habitat
Le jardinier maculé est inféodé aux boisements d’acacias (Acacia harpophylla) et d’eucalyptus avec une préférence pour les zones boisées riveraines. À l’intérieur des terres, il se rapproche de l’homme au point de construire son berceau dans les jardins à l’ombre des plantes exotiques.

## Alimentation
Elle consiste prioritairement en fleurs, en fruits et en graines avec un complément de petits invertébrés (sauterelles, fourmis, scarabées et araignées). À proximité des habitations, cet oiseau à berceau consomme des fruits et des légumes.

## Construction du berceau
Les deux parois verticales mesurent de 25 à 50 cm de hauteur, la plateforme de 10 à 20 cm d’épaisseur et l’allée de 15 à 22 cm de largeur sur 35 à 75 cm de longueur. Le berceau est essentiellement composé de longues tiges d’herbes sèches plus ou moins lâchement disposées de sorte que le mâle dans l’allée reste visible de l’extérieur. La construction et les décorations peuvent occuper au sol une surface de 1,80 m de long sur 1 m de large. Le mâle choisit un endroit retiré, souvent au pied du buisson épineux (Carissa ovata) pour construire son berceau. Les berceaux sont souvent placés près des cours d’eau ou même près d’une réserve d’eau (citerne, abreuvoir) à proximité des fermes et des habitations.

## Décoration du berceau
Une fois le berceau construit, le mâle consolide souvent les brindilles intérieures avec des brins d’herbe et entreprend la décoration. Il récolte surtout des os blanchis de mammifères (moutons, lapins…), de petits galets blancs et des cailloux gris ou blanc, des coquilles blanches d’escargots, des peaux de serpents, des cosses de graines, des baies vertes, des cônes de pins, des pierres noires et des morceaux de verre de couleur blanche, verte, ambrée ou translucide. Au voisinage de l’homme, il n’hésite pas à se servir dans les décharges et les déchetteries où il collecte des morceaux de verre et des tessons colorés, des capsules de bouteilles, des boutons, des bouts de ficelle et des fils en plastique.
Frith & Frith (2009) décrivent des éléments de décoration assez similaires mais ajoutent des coquillages, des fragments d’œuf d’émeu, des feuilles, des tiges d’une herbe brun-rouge, des fleurs jaunes et des élytres d’arthropodes. À proximité des habitations humaines, les auteurs répertorient des objets en plastique, des bijoux, du fil de fer et d’autres morceaux de métal ainsi que toutes sortes d’objets brillants y compris des verres de lunettes. Des clés de voitures ont été retirées directement des véhicules pour être incorporées à des berceaux. Chaffer a observé et photographié un mâle en train de peindre son berceau. L’oiseau, après avoir préparé sa mixture colorée faite de morceaux d’herbe écrasée et de salive, la dépose directement sur les brindilles dans un mouvement de haut en bas. Ce suc est de couleur brun rougeâtre.

## Voix
Le répertoire vocal de l’oiseau à berceau maculé comprend des notes âpres et sonores avec de nombreuses imitations de son environnement sonore, de cris et de chants d’oiseaux, d’autres animaux et même de sons humains : miaulements de chats, aboiements de chiens, craquements de branches mortes, piétinements de buissons, bruits de coups de hache et bruissements d’ailes émis par des oiseaux en vol.

## Parade nuptiale
La parade centrale met en scène le mâle à l’entrée ou dans l’allée du berceau alors que dans celle périphérique, il exécute de larges cercles en courant autour de la construction tout en exhibant, dans les deux cas, sa collerette rose. L’auteur a également constaté que l’entretien du berceau, s’il a été abîmé, a lieu le matin ou après des parades nuptiales. Il parade généralement en présence au moins d’une femelle, rarement de façon solitaire. Parfois, une autre femelle reste perchée à proximité, en spectatrice apparemment désintéressée. Le mâle parade face à une femelle mais si une deuxième apparaît, il se tourne vers elle et la courtise immédiatement. De petits groupes mixtes de quatre, cinq et jusqu’à sept individus (femelles et jeunes mâles) ont été observés autour d’un même berceau.

## Nidification
Sur l’ensemble de l’aire de distribution de l’espèce, la saison de reproduction s’étend de juillet à mars avec un pic de ponte entre octobre et février. Le nid est généralement construit sur un arbre ou un buisson mais, occasionnellement, dans une formation de gui ou de vigne grimpante entre 3 et 12 m du sol avec une moyenne de 6 m de hauteur. Il consiste en une coupe de brindilles et de rameaux lâchement entrelacés avec un revêtement intérieur de fines radicelles parfois mêlées à des brins d’herbe sèche. Il contient entre un et trois œufs gris-verdâtre, chamois ou chamois-crème lourdement vermiculés de brun et de noir.

## Statut, conservation
L’espèce est considérée comme éteinte dans le sud de l’Australie où elle occupait auparavant un petit territoire jusqu’à la rivière Murray et en déclin dans le sud de la Nouvelle Galles du Sud et de l’état de Victoria. De nombreux oiseaux sont tués par l’homme car ils se nourrissent de fruits et de légumes dans les jardins. D’autres causes résultant de la pression anthropique (tirs illégaux, empoisonnements, prédation par des animaux domestiques, fragmentation de l’habitat) ont été évoqués. BirdLife International (2013) classe l’espèce en « préoccupation mineure » car elle vit sur un vaste territoire et présente des effectifs globalement stables.